# Amanda Paulovich
Amanda Grace Paulovich est oncologue et pionnière de la protéomique, qui utilise la spectrométrie de masse à contrôle de réaction multiple pour étudier le traitement personnalisé du cancer.

## Enfance et formation
Amanda Paulovich obtient une licence en sciences biologiques de l'université Carnegie Mellon en 1988, un doctorat en génétique de l'université de Washington en 1996, sous la direction de Leland Hartwell, ainsi qu'un doctorat en médecine de l'université de Washington en 1998. Après son internat en médecine interne au Massachusetts General Hospital, elle a également effectué un stage postdoctoral en biologie informatique au Massachusetts Institute of Technology Whitehead Center for Genomic Research en 2003, et un stage en oncologie médicale au Dana Farber Cancer Institute en 2004,.

## Carrière
Amanda Paulovich est professeure en recherche clinique, titulaire d'une chaire dotée par la Fondation Aven et directrice de l'initiative de détection précoce au Fred Hutchinson Cancer Research Center,. Elle est intronisée à l'American Society for Clinical Inviestigation en 2012.
Amanda Paulovich est une experte en protéomique. Sa méthode de protéomique ciblée utilise la spectrométrie de masse à contrôle de réaction multiple pour cibler les biomarqueurs du cancer avec des essais cliniques en cours, et est nommée méthode de l'année en 2012 par Nature Methods,. Elle a fondé Precision Assays en 2016, dont les droits sur les essais ciblés ont été acquis par CellCarta en 2022,.

## Prix
- 2014 Life Innovation Northwest Woman to Watch in Life Award[15],[16]
- 2015 Human Proteome Organization (HUPO) Distinguished Achievement in Proteomic Sciences Award[17],[18].

## Demandes de brevets
- Identification et utilisation de biomarqueurs pour la détection et la quantification du niveau d'exposition aux rayonnements dans un échantillon biologique (2011) US 20130052668 A1[19]
- Compositions et méthodes pour détecter et/ou mesurer de manière fiable la quantité d'une protéine cible modifiée dans un échantillon (2011) US 20130052669 A1[20].